# Gerardo Manuel Biritos
Gerardo Manuel Biritos (* 1950) ist ein argentinischer Diplomat.

## Leben
Gerardo Manuel Biritos ist mit Amanda Questa de Biritos verheiratet. 1976 war er in Sydney Botschaftssekretär dritter Klasse. Von 1986 bis 1987 betreute er als Generalkonsul, die etwa 400 Staatsbürger Argentiniens in Medellín. Von 1992 bis 1995 war er Botschafter in Managua. Vom 20. März 1998 bis 8. Januar 2004 war er Botschafter in Indien. 2010 wurde er von Cristina Fernández de Kirchner zum Botschafter in Polen ernannt.

## Veröffentlichungen
- La estructura del poder mundial en el siglo XXI: el efecto Brasil, Rusia, India y China (BRIC) : ¿Realidad o fantasía?, política exterior de la India
- Las Pericarditis y su tratamiento: Tesis. — (Buenos Aires : Vitullo Osorio Hnos, 1992)

| Vorgänger                  | Amt                                                                   | Nachfolger               |
| -------------------------- | --------------------------------------------------------------------- | ------------------------ |
| Mario Izaguirre            | argentinischer Botschafter in Nicaragua 1992 bis 1995                 | Marcelino Chuburu Lastra |
| Elda Beatriz Sanpietro     | Argentinischer Botschafter in Indien 20. März 1998 bis 8. Januar 2004 | Ernesto Carlos Alvarez   |
| Carlos Alberto Passalacqua | Argentinischer Botschafter in Polen 4. März 2010 bis                  | —                        |